# 史弼 (东汉)
史弼（?—?），字公谦，陈留郡考城縣（今河南省民权县）人，东汉政治人物。
仕途从州郡到公府，历任北军中候、尚书、平原相。抑制豪强，弹劾汉桓帝的弟弟渤海王刘悝的不法行为。党锢之祸，史弼没有举报自己辖区的党人，被人弹劾，后来以薪俸抵罪。担任河东郡太守时，拒绝宦官侯览的要求，被诬陷下狱。汉灵帝光和年间，出任彭城相。不久去世。

## 轶事
平原自无 史弼为平原相时，举钩党，惟平原独无，诏书前后迫切。从事坐传舍责曰：“青州六郡，其五有党，平原何治而得独无？”弼曰：“先王疆理天下，画界分境，水土异齐，风俗不同。五郡自有，平原自无，胡可相比？若承望上司，诬陷良善，则平原之人，户可为党。相有死而已，所不能也！”

## 延伸阅读
[在维基数据编辑]
 《後漢書·卷64》，出自范晔《後漢書》